# انتخابات سراسری ترکیه (ژوئن ۲۰۱۵)
بیست‌وپنجمین انتخابات سراسری ترکیهبرای انتخابات نمایندگان مجلس ملی کبیر ترکیه در ۷ ژوئن ۲۰۱۵ برگزار شد.
مردم ترکیه در حالی برای انتخاب ۵۵۰ نماینده خود در پارلمان پای صندوق‌های رأی رفتند که انتخابات امسال حساس‌ترین انتخابات این کشور در ۱۳ سال اخیر و پس از به قدرت رسیدن حزب عدالت و توسعه به‌شمار می‌رود.
با نزدیک شدن به پایان شمارش آرای انتخابات پارلمانی ترکیه، حزب عدالت و توسعه نه تنها به دو سوم آرای مورد نیاز برای تصویب طرح تغییر نظام سیاسی ترکیه در پارلمان ترکیه یا ۶۰ درصد آرای مورد نیاز برای پیشنهاد رفراندوم برای این کار دست نیافت، بلکه اکثریت پارلمان را نیز از دست داد و توانایی این حزب برای تشکیل دولت در هاله‌ای از ابهام فرورفت.
در پی شکست حزب عدالت و توسعه در تشکیل دولت ائتلافی قرار شده‌است که انتخابات زودهنگام در ماه آبان (نوامبر) برگزار شود.

## نتایج انتخابات
بر اساس نتایج بیست و پنجمین انتخابات پارلمانی ترکیه، ۴ حزب سیاسی عدالت و توسعه (حزب حاکم) با کسب۸۶/۴۰ درصد (۲۵۸ نماینده)، جمهوری خلق با ۹۶/۲۴ درصد (۱۳۲ نماینده)، حرکت ملی‌گرا با اختصاص ۲۹/۱۶ درصد (۸۰ نماینده) و دموکراتیک خلق‌ها با به دست آوردن ۱۲/۱۳ درصد (۸۰ نماینده) به مجلس راه یافتند.
این نخستین بار از نوامبر سال ۲۰۰۲ م. بدین سو است که حزب حاکم عدالت و توسعه در ترکیه اکثریت مطلق خود بر پارلمان را از دست داده‌است و برای تشکیل حکومت نیازمند ائتلاف با دیگر احزاب یا نمایندگان مستقل است.
بدون تردید این مسئله نشان دهنده جایگاه شکننده‌تر این حزب در افکار عمومی ترکیه است. مهم‌ترین بازنده این انتخابات ترکیه شخص رجب طیب اردوغان رئیس‌جمهور ترکیه است و بزرگ‌ترین برندهٔ آن صلاح الدین دمیرتاش رهبر ۴۲ ساله و جوان حزب دموکراتیک خلق‌ها است.
اردوغان در ایام تیلیغات این انتخابات بر خلاف مشی و رویه روسای جمهور ترکیه که غالباً وجهه‌ای ملی و غیر حزبی دارند تقریباً روزانه اظهار نظر کرد و مردم را به رأی بالا به حزب حاکم تشویق کرد. هر چند رئیس‌جمهور ترکیه مستقیماً از حزب عدالت و توسعه نام نمی‌برد اما اردوغان با ضرورت تغییر ساختار نظام سیاسی ترکیه از شیوه پارلمانی به ریاستی بارها تأکید کرد و افزود در صورت رأی بالای مردم به یک حزب آن حزب قادر خواهد بود این مهم را به انجام رساند. منظور او از یک حزب «حزب حاکم» بود.
رای روز هفتم ژوئن ۲۰۱۵ مردم ترکیه اما نه تنها در راستای تحقق این خواسته اردوغان نبود بلکه حتی حزب عدالت و توسعه را از تشکیل یک حکومت غیر ائتلافی نیز محروم کرد و جایگاه این حزب را خدشه دار ساخت.
| چکیدهٔ نتیجهٔ انتخابات سراسری ترکیه، ۲۰۱۵ م. | چکیدهٔ نتیجهٔ انتخابات سراسری ترکیه، ۲۰۱۵ م. | چکیدهٔ نتیجهٔ انتخابات سراسری ترکیه، ۲۰۱۵ م. | چکیدهٔ نتیجهٔ انتخابات سراسری ترکیه، ۲۰۱۵ م. | چکیدهٔ نتیجهٔ انتخابات سراسری ترکیه، ۲۰۱۵ م. |
| ------------------------------------------ | ------------------------------------------ | ------------------------------------------ | ------------------------------------------ | ------------------------------------------ |
| حزب                                        | حزب عدالت و توسعه                          | حزب جمهوری‌خواه خلق                         | حزب حرکت ملی                               | حزب دموکراتیک خلق‌ها                        |
| حزب                                        |                                            |                                            |                                            |                                            |
| رهبر                                       | احمد داووداغلو                             | کمال قلیچ دار اوغلو                        | دولت باحچلی                                | صلاح‌الدین دمیرتاش فیگن یوکسک‌داغ            |
| رهبر                                       |                                            |                                            |                                            |                                            |
| مجموع رای‌ها                                |                                            |                                            |                                            |                                            |
|                                            |                                            |                                            |                                            |                                            |
| کرسی‌های برنده                              |                                            |                                            |                                            |                                            |
| ۲۵۸ از ۵۵۰                                 | ۱۳۲ از ۵۵۰                                 | ۸۰ از ۵۵۰                                  | ۸۰ از ۵۵۰                                  |                                            |

| درصد رای        | درصد رای        | درصد رای | درصد رای | درصد رای |
| --------------- | --------------- | -------- | -------- | -------- |
|                 |                 |          |          |          |
| عدالت و توسعه   | عدالت و توسعه   |          | ۴۰٫۹۷٪   | ۴۰٫۹۷٪   |
| جمهوری‌خواه خلق  | جمهوری‌خواه خلق  |          | ۲۵٫۰۲٪   | ۲۵٫۰۲٪   |
| حرکت ملی        | حرکت ملی        |          | ۱۶٫۳۴٪   | ۱۶٫۳۴٪   |
| دموکراتیک خلق‌ها | دموکراتیک خلق‌ها |          | ۱۳٫۱۵٪   | ۱۳٫۱۵٪   |
| سعادت           | سعادت           |          | ۲٫۰۷٪    | ۲٫۰۷٪    |
| میهن            | میهن            |          | ۰٫۳۵٪    | ۰٫۳۵٪    |
| آناتولی         | آناتولی         |          | ۰٫۰۶٪    | ۰٫۰۶٪    |
| مرکز            | مرکز            |          | ۰٫۰۴٪    | ۰٫۰۴٪    |
| دیگر            | دیگر            |          | ۱٫۴۲٪    | ۱٫۴۲٪    |

| کرسی‌ها          | کرسی‌ها          | کرسی‌ها | کرسی‌ها | کرسی‌ها |
| --------------- | --------------- | ------ | ------ | ------ |
|                 |                 |        |        |        |
| عدالت و توسعه   | عدالت و توسعه   |        | ۴۶٫۹٪  | ۴۶٫۹٪  |
| جمهوری‌خواه خلق  | جمهوری‌خواه خلق  |        | ۲۴٪    | ۲۴٪    |
| حرکت ملی        | حرکت ملی        |        | ۱۴٫۵۵٪ | ۱۴٫۵۵٪ |
| دموکراتیک خلق‌ها | دموکراتیک خلق‌ها |        | ۱۴٫۵۵٪ | ۱۴٫۵۵٪ |
| دیگر            | دیگر            |        | ۰٫۰٪   | ۰٫۰٪   |

## نقشه سیاسی جدید ترکیه در ۷ منطقه جغرافیایی این کشور
توزیع آراء احزاب بر اساس ۷ منطقه جغرافیایی ترکیه شامل دریای سیاه، دریای مدیترانه، اژه، مرمره، آناتولی مرکزی، آناتولی شرقی و آناتولی جنوب شرقی به شرح زیر است:
1. «منطقه مرمره» (دریای مرمر): در این منطقه از ۱۰ استان به جز استانبول، حزب عدالت و توسعه در ۶ و حزب جمهوری خلق نیز در ۴ استان اکثریت آراء را به دست آوردند. طبق آمار ارائه شده میزان آرای حزب دموکراتیک خلق‌ها در بسیاری از استان‌های منطقه مرمره از ۷/۰ درصد به حدود ۲ درصد و در ۴ استان نیز به حدود ۵ تا ۸ درصد افزایش یافت. حزب جمهوری خلق نیز بجز استان‌های «کوجاعلی» و «یالوا» در ۸ استان میزان آراء خود را افزایش داد.[۶]
2. «منطقه آناتولی مرکزی»: در این منطقه که به عنوان قلعه قشر محافظه کار شناخته می‌شود، حزب عدالت و توسعه به رغم کاهش میزان آراء، بیشترین تعداد آراء را به خود اختصاص داد. حزب حرکت ملی‌گرا نیز در برخی از استان‌هایی که پیشتر در آنجا نماینده‌ای نداشت، توانست نماینده خود را راهی مجلس کند. در بین استان‌های این منطقه، «اسکی شهیر» تنها استانی است که در آن حزب جمهوری خلق در رده اول قرار دارد.[۶]
3. «منطقه اژه»: حزب دموکراتیک خلق‌ها علی‌رغم افزایش میزان آراء در این منطقه نتوانست در ۷ استان از ۸ استان این منطقه نماینده‌ای را وارد مجلس کند. در این منطقه بخشی از آراء حزب عدالت و توسعه به احزاب جمهوری خلق و حرکت ملی‌گرا منتقل شد. طبق آمار ارائه شده در این منطقه شمار نمایندگان حزب جمهوری خلق ۲ و شمار نمایندگان حزب حرکت ملی‌گرا نیز ۳ نفر افزایش یافت. بر اساس این آمارها، در منطق اژه به جز استان «ازمیر» حزب عدالت و توسعه ۱۶، حزب دموکراتیک خلق‌ها ۳ و حزب جمهوری خلق نیز ۱۹ نماینده راهی مجلس کردند. شمار نمایندگان حزب جمهوری خلق در ازمیر از ۱۳ به ۱۲ نفر کاهش یافت. در این استان بیشترین کاهش در میزان آراء حزب عدالت و توسعه مشاهده شد به نحوی که با کاهش ۱۱ درصدی در میزان آراء این حزب از ۶ به ۳ کاهش یافته‌است. حزب حرکت ملی‌گرا نیز علی‌رغم کاهش ۲ درصدی در میزان آرای آن شمار نمایندگان خود در ازمیر را از ۲ به ۴ افزایش داد. از سوی دیگر حزب دموکراتیک خلق‌ها با افزایش میزان آرای خود از ۴ به ۱۱ درصد، از ازمیر ۲ نماینده راهی مجلس کرد.[۶]
4. «منطقه دریای مدیترانه»: نتایج انتخابات در آنتالیا به انتظارات ۳ حزب پاسخ نداد. در این استان حزب عدالت و توسعه از ۶ نماینده موجود ۱ نماینده را از دست داد. این درحالی است که حزب جمهوری خلق ۵ و حزب حرکت ملی‌گرا نیز ۳ نماینده خود را حفظ کردند. حزب دموکراتیک خلق‌ها با دستیابی به ۷ درصد از آراء یک نماینده را از این منطقه راهی مجلس کرد. با این احتساب، بیشترین افزایش در آراء حزب دموکراتیک خلق‌ها در این منطقه (از ۵/۲٪ به حدود ۷٪) مشاهده شد.[۶]
5. «منطقه دریای سیاه»: نگرانی از احتمال تجزیه کشور در سایه روند راه حل مسئله کردها در انتخابات این منطقه بازتاب یافت. در منطقه دریای سیاه تنها میزان آراء حزب حرکت ملی‌گرا افزایش یافت و از حزب دموکراتیک خلق‌ها که با پشت سر گذاشتن حد نصاب وارد مجلس شد استقبالی به عمل نیامد. مطابق آمار حزب عدالت و توسعه در هر یک از ۱۹ استان منطقه دریای سیاه با کاهش آراء مواجه بود. میزان آراء حزب جمهوری خلق‌ها نیز در ۸ استان از این منطقه با افزایش و در ۱۱ استان با کاهش مواجه شد. از سوی دیگر حزب دموکراتیک خلق‌ها در هیچ‌یک از استان‌های این منطقه حد نصاب را پشت سر نگذاشت. بیشترین میزان آراء این حزب در منطقه دریای سیاه با ۶۷/۲ درصد در استان «آرتوین» رقم زده شد. همچنین بخشی از آراء حزب عدالت و توسعه به احزاب حرکت ملی‌گرا و سعادت انتقال یافت. بی شک مهم‌ترین دلیل افزایش میزان آرای حزب حرکت ملی‌گرا در استان اژه، پروژه روند راه حل مسئله کردها ارزیابی می‌شود.[۶]
6. «منطقه آناتولی شرقی»: حزب دموکراتیک خلق‌ها در ۹ استان از ۱۴ استان منطقه آناتولی شرقی با کسب بیشترین میزان آراء رتبه اول را به خود اختصاص داد. بدین ترتیب شمار نمایندگان حزب دموکراتیک خلق‌ها در این منطقه به ۲۷ نفر افزایش یافت. از سوی دیگر حزب عدالت و توسعه تنها در استان‌های «بینگل»، «الازیغ»، «ارزینجان»، «ارزروم» و «مالاتیا» در رده اول قرار گرفت؛ لذا در منطقه آناتولی شرقی، شمار نمایندگان حزب عدالت و توسعه از ۳۱ به ۲۰ نفر در مقایسه با انتخابات پارلمانی سال ۲۰۱۱ م. با کاهش آراء مواجه شد. بیشترین کاهش در میزان آراء حزب عدالت و توسعه در استان «آغری» (از ۶/۴۷٪ به ۵/۱۶٪) مشاهده گردید. در این منطقه، حرکت ملی‌گرا نیز که در انتخابات سال ۲۰۱۱ م. معادل ۵/۸٪ و در انتخابات محلی نیز ۱۱٪ از آراء را به خود اختصاص داده بود، موفق به افزایش میزان آراء خود در استان‌های «آغری»، «بینگل»، «بیتلیس»، «الازیغ»، «ارزینجان»، «ارزروم»، «حکاری»، «نمالاتیا» و «تونجلی» شد. از حیث تعداد، در منطقه آناتولی شرقی از ۵۱ نماینده، تعداد ۲۷ نماینده به حزب دموکراتیک خلق‌ها، ۲۰ نماینده به حزب عدالت وتوسعه، ۲ نماینده به حزب حرکت ملی‌گرا و ۲ نماینده نیز به حزب جهوری خلق تعلق یافت.[۶]
7. «منطقه آناتولی جنوب شرقی»: در اغلب استان‌های این منطقه حزب دموکراتیک خلق‌ها با اخذ اکثریت آراء رتبه اول را به خود اختصاص داده‌است.[۶]